# Organismós Sidirodrómon Elládos

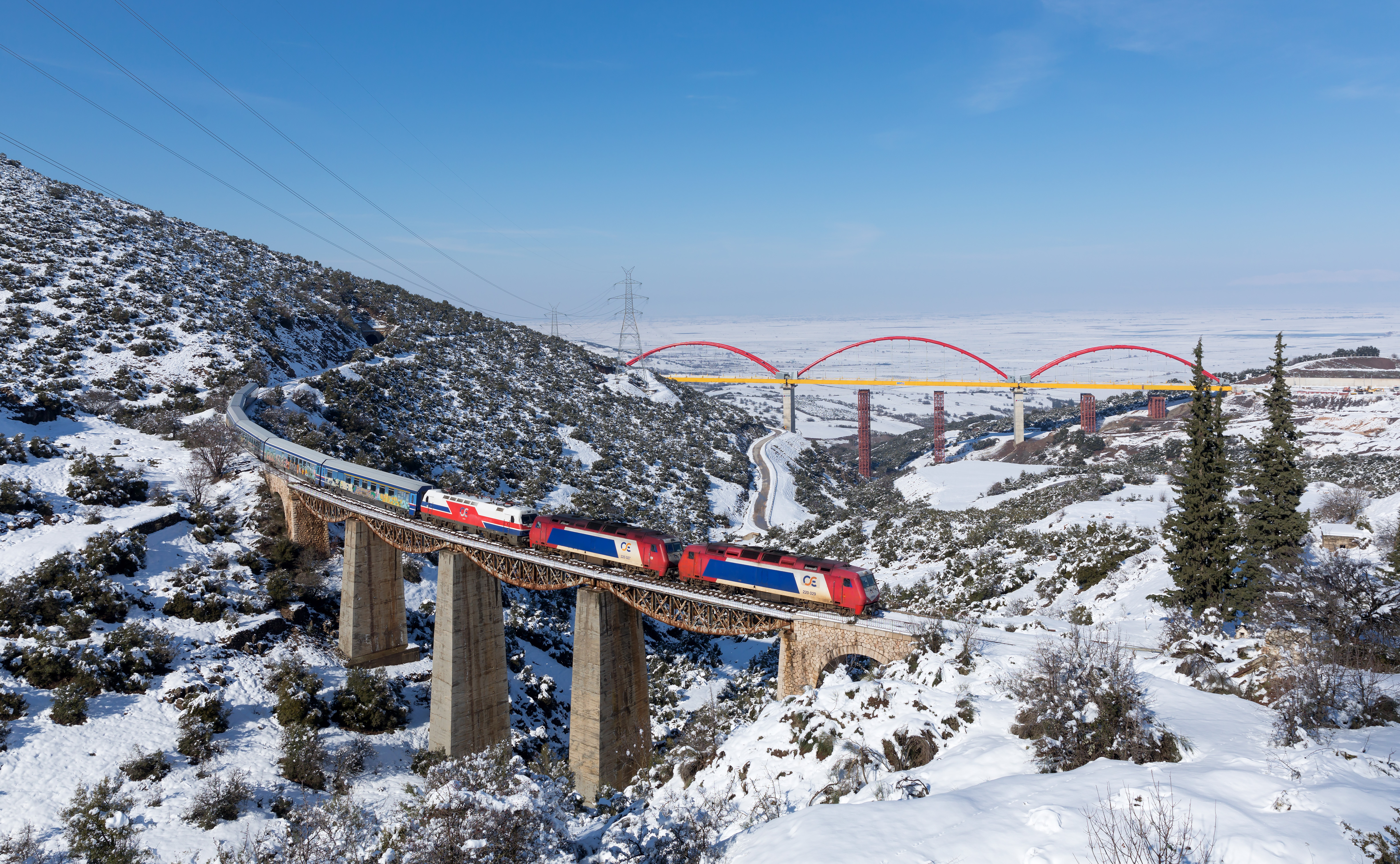
Un train de lOrganismós Sidirodrómon Elládos sur le viaduc de Kifera entre Athènes et Thessalonique, conduit par une locomotive d'Adtranz. Janvier 2019.

L'Organismós Sidirodrómon Elládos (en grec moderne : Οργανισμός Σιδηροδρόμων Ελλάδος, Organisme des chemins de fer de Grèce ou simplement Ο.Σ.Ε.) est le gestionnaire de l'infrastructure ferroviaire sur le territoire grec, fondée en 1971 en remplacement d'une compagnie plus ancienne, les  « Chemins de fer de l’État grec », qui existait depuis 1881.

## Historique
Le premier chemin de fer en Grèce fut la ligne privée Athènes-Le Pirée de 9 km réalisée en 1869. Le tracé de la ligne de métro Athènes-Le Pirée reprend d'ailleurs celui de cette première ligne passant en particulier dans la partie nord de l'Agora d'Athènes.
Ce n'est qu'en 1883 que la première ligne est ouverte dans le Péloponnèse en voie métrique. En 1884, la relation entre Vólos et Larissa est également ouverte en voie étroite. En 1902, est créée une société anonyme d'exploitation, l'Hellenic Railways Society/Chemins de Fer Helléniques. C'est en 1920 que les diverses compagnies privées sont reprises pour constituer la Société nationale des chemins de fer grecs (en) (Sidirodromoi Ellinikou Kratos/Chemins de fer de l'État grec), ancêtre de l'OSE actuelle.
La Grèce a longtemps, par voie terrestre, été reliée directement en train à toutes les grandes nations d'Europe, notamment par le Simplon-Orient-Express. La liaison Orient-Express Paris-Athènes a pris fin en 1977 avec la suppression du Direct-Orient-Express tandis que le rapide Parthénon Paris-Brindisi-Maritime avec correspondance « quai-à-quai » par bateau vers Patras prenait le relais, remplacé aujourd'hui par le train Thello Paris-Venise qui permet la continuité de ce service France-Grèce, par Train + Bateau. Les trains internationaux directs ont fonctionné jusqu'à la Guerre du Kosovo en 1999, mais ont été interrompus après le bombardement tragique de l'Hellas-Express Munich-Athènes sur le pont de Grdelica en avril 1999. Depuis peu, le service de ces trains internationaux avait repris timidement, avec une liaison hebdomadaire Moscou-Thessalonique et des trains de nuit quotidiens Belgrade, Sofia et Istanbul-Thessalonique, tandis que les projets de remise en marche des trains vers l'Europe de l'Ouest avançaient favorablement.
Aujourd'hui, le réseau couvrant environ 2 550 km, relié aux réseaux européens de la Macédoine du Nord, de la Bulgarie et de la Turquie, s'articule autour de trois grandes lignes nationales :
- Athènes - Thessalonique - Orménio (d'Athènes au nord-est) ;
- Athènes - Péloponnèse par Corinthe (d'Athènes au sud et ouest) avec correspondance de bateau vers l'Italie et de là par train vers la France.
- Thessalonique - Flórina (du nord-est au nord-ouest).

En 2003 le réseau était majoritairement à traction diesel car la longueur de ligne électrifiée (25 kV/50 Hz) était limitée à 83 km (Le Pirée-Athènes et autour de Thessalonique). De plus, seules 408 km de lignes étaient à double voie ou plus. Depuis mai 2008, le tracé de la ligne Athènes-Thessalonique a été révisé mais elle est restée à voie unique entre Tithorea et Domokos.
Le réseau du Péloponnèse de 730 km est à voie métrique, ce qui en fait sans doute le plus grand réseau métrique d'Europe.
En 2000, OSE a transporté 12,3 millions de passagers et le trafic marchandises s'est élevé à 2,4 millions de tonnes.
Le réseau bénéficiait, depuis 2002 et grâce aux fonds d'aide européens, d'une rénovation complète des voies, avec modernisation des systèmes de sécurité et du matériel roulant. De nouvelles lignes à double voie aptes à la grande vitesse (200 km/h) sont construites (exemple du Proastiakós).
Le 1er janvier 2011, en raison de la crise financière, tous les trains internationaux sont supprimés en bloc. Toutefois, cette décision, très contestée, est remise en cause quelques jours après son application. Les principaux trains pour l'étranger repartent progressivement. Mais ils sont de nouveau arrêtés, isolant complètement le pays du reste du continent européen. La circulation d'un unique service de désenclavement - un express Belgrade-Thessalonique - a été annoncée puis démentie. À l'été 2012, une liaison internationale bien modeste, hebdomadaire et limitée au parcours Skopje-Thessalonique,  est enfin relancée. Depuis 2014, une liaison Belgrade-Athènes avec des correspondances de et vers les grandes capitales européennes, est quotidiennement exploitée. Face aux difficultés, le gouvernement souhaite toutefois vendre les Chemins de fer grecs et la Chine, comme la France, vient d'offrir ses services pour en reprendre rapidement l'exploitation.

## Les lignes en service

### Lignes à écartement standard (1,435 m)

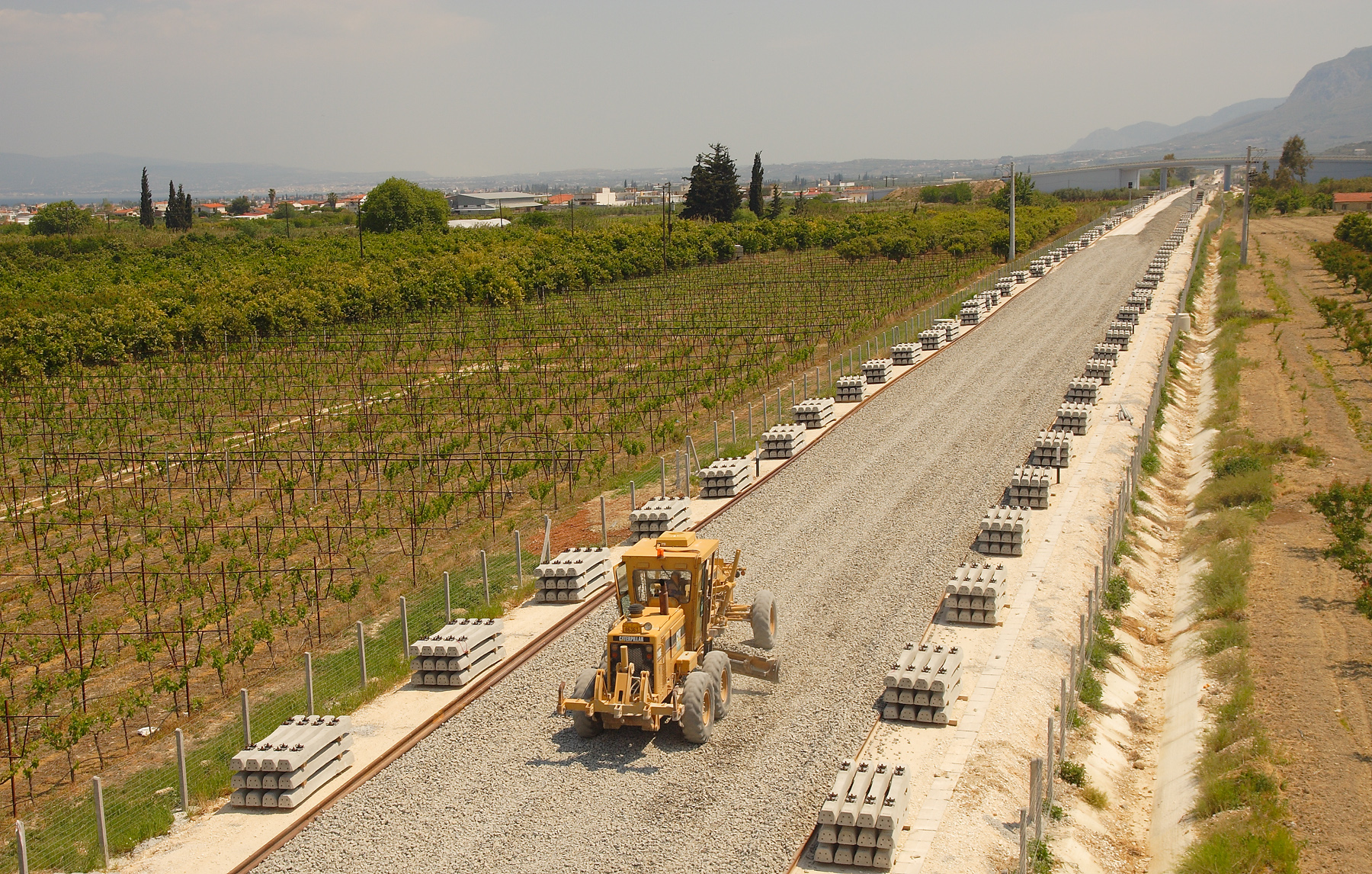
Chantier en 2007 de la nouvelle plateforme de la ligne (Athènes)-Corinthe-Patras dans la région de Corinthe

- Aéroport international - SKA Acharnes - Corinthe - Kiáto (Διεθνής Αερολιμένας Αθηνών - Συγκοινωνιακό Κέντρο Αχαρνών - Κόρινθος - Κιάτο)
- Le Pirée - Athènes - Larissa - Thessalonique
- Inoï - Chalcis
- Lianiokládhi - Lamia - Stylída
- Paléofarsalos - Kalambaka (Παλαιοφάρσαλος - Καλαμπάκα)
- Larissa - Vólos (Λάρισα - Βόλος)
- Thessalonique - Amýnteo - Flórina (frontière Macédoine du Nord) (Θεσσαλονίκη - Φλώρινα)
- Amýnteo - Kozani (Αμύνταιο - Κοζάνη)
- Thessalonique - Idoméni - Guevgueliya (Macédoine du Nord) (Θεσσαλονίκη - Ειδομένη - Γευγελή)
- Thessalonique - Alexandroúpoli - Orménio - Svilengrad (Bulgarie) (Θεσσαλονίκη - Αλεξανδρούπολη - Ορμένιο - Σβίλενγκραντ)
- Strymónas - Promachónas - Kulata (en) (Bulgarie) (Στρυμόνας - Προμαχώνας - Κούλατα)
- Alexandroúpoli - port d'Alexandroúpoli (Αλεξανδρούπολη - Αλεξανδρούπολη λιμήν)
- Pýthio - Uzunköprü (Turquie) (Πύθιο - Ουζούν Κιοπρού)

### Lignes à écartement métrique (1,000 m)
Dans le Péloponnèse

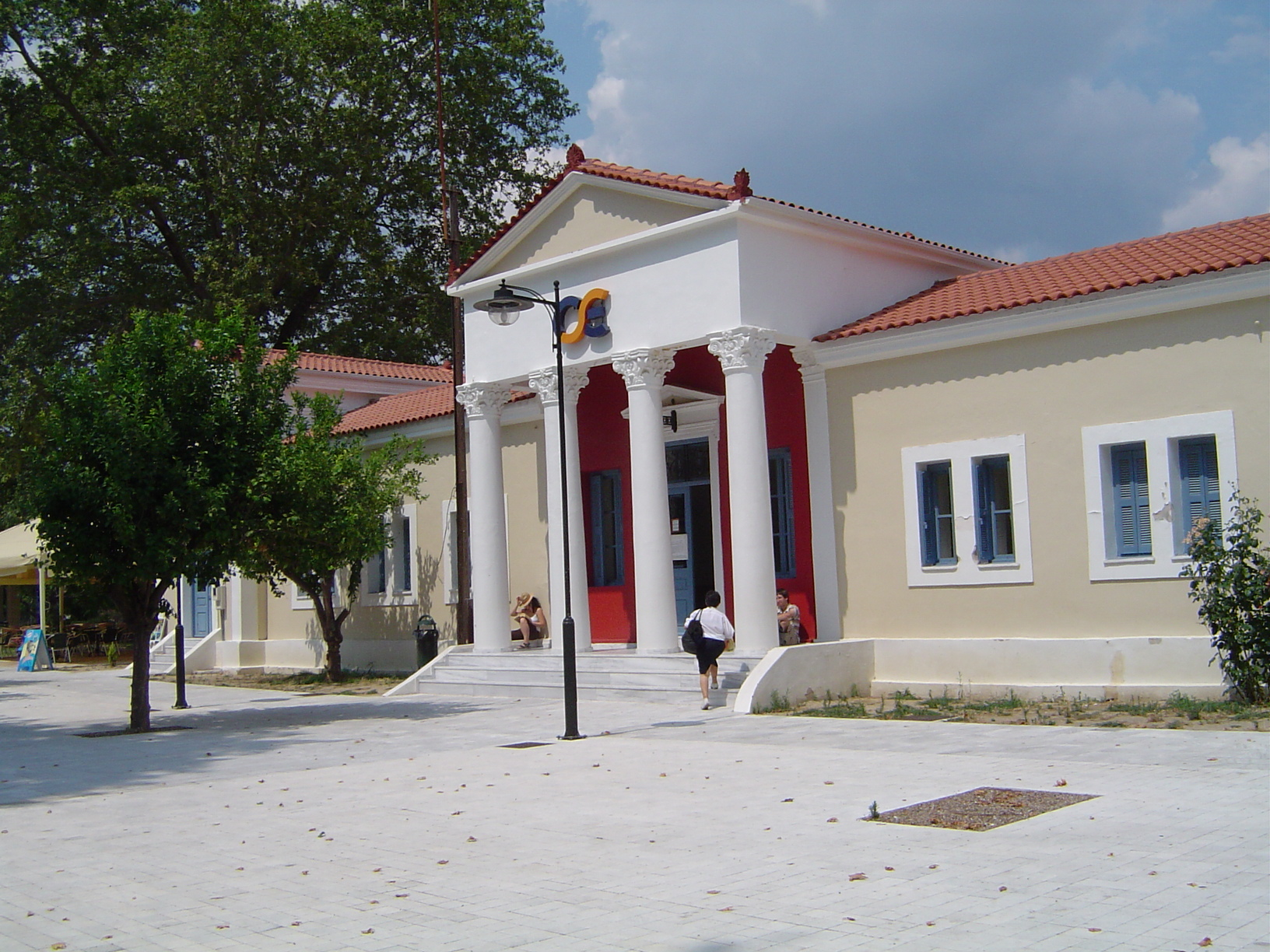
Gare d'Olympie

- Pyrgos - Katakolo (Γραμμή Πύργου - Κατακόλου)
- Pyrgos - Olympie (Γραμμή Πύργου - Ολυμπίας)

### Ligne à écartement de 750 mm à crémaillère

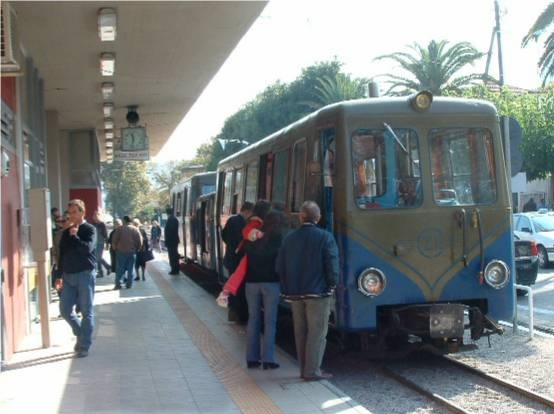
Motrice Decauville à Diakofto

Dans le nord du Péloponnèse
- Diakofto - Kalavryta (Διακοφτό - Καλάβρυτα)

### Ligne à écartement de 600 mm
Ligne du Pélion près de Vólos
- Áno Lechónia - Miliés (Άνω Λεχώνια - Μηλιές)